# 監察官・羽生宗一
『監察官・羽生宗一』（かんさつかん はぶそういち）は、2014年から2017年までテレビ朝日系で放送された刑事ドラマシリーズ。全5回。主演は中村梅雀。
副題は「毒ハブと呼ばれる男」。
放送枠は「土曜ワイド劇場」（第1作 - 第4作）、「土曜プライム・土曜ワイド劇場」（第5作）。

## 概要
警視庁警務部の監察官・羽生宗一は、警察の中の警察官という役職を担う男。職務に忠実で、一切の妥協や容赦を許さないその監察振りから、警察内部では「毒ハブ」と呼ばれ恐れられている。物語は、警視庁警務部に届けられた告発状をもとに、羽生と監察官補佐・上原和也が真偽を監察するというものである。
タイトルからわかるように主人公は羽生であるが、物語は上原の目線で展開される。

## 登場人物

### 警視庁監察官室
羽生宗一
演 - 中村梅雀
警視庁警務部人事一課 監察官。非常に仕事に厳しく冷酷で容赦ない監察ぶりから毒ハブという異名を取る。事件に対する同情・感情移入をしない性格。無表情かつ冷淡であるうえ非情な態度をもみせることもある。感情は表に出さない。何かと本部に一目置かれ、恐れられているとされる人物。部下に対しての扱いも非常に厳しい。とはいっても監察上の性格であり、女性の戸川にだけは甘い態度をチラチラ見せることもある、実際は扱いにくいだけの性格の人物。
一方で、第４話においては、指名手配犯の女性の証拠品(履歴書)を無断で持ち出し且つ上長への報告を怠り、さらに指名手配犯と連絡を取ろうとした所轄署警部補に対しては、警部補が辞表を出したにも関わらずその場で破り捨て、「楽な道を選ぶな！君の処分は監察が決定する！」と言い、最終的に『厳重注意の上けん責処分』という大甘な監察処分も下している。
当該処分に関しては上司の警務部長からも、「処分はそれだけか？毒ハブと言われる割には甘いな？」と突っ込まれたが、羽生は「当該証拠の持ち出しに関しては本人が返却しました。捜査のために一時的に持ち出した物と判断致します。これ以上処分を重くしますと、台場署署長の経歴に傷が付きますので」と、直接には当該監察に関係ない所轄署長の経歴を持ち出してまで警部補の寛大な処分をしたこともある。
戸川良子
演 - 戸田恵子
監察官室デスク。階級は警部。非常に仕事に対して厳しく、キリキリとした言葉づかいとポニーテールが特徴。目上の羽生に対しては丁寧語の「ですます」調で話すが、目下の上原に対しては非常に厳しい態度で接し、「〜だ」調の何かと男性のような厳しい口調で話す。
上原和也
演 - 渡辺大
警視庁警務部人事一課 監察官補佐。やや頼りない羽生の部下。羽生のことに対しては名前で呼ばず常に「監察官」と呼ぶ。若さゆえの甘さや行動が目立つ。

### 警視庁捜査一課
橋爪茂
演 - 春田純一
警視庁捜査一課 管理官。羽生の警察学校の同期で犬猿の仲。
殿山
演 - 熊木聡一（第3作 - ）
警視庁捜査一課 刑事。
南原忠雄
演 - 中本賢
警視庁捜査一課 係長。

### 警察関係者
山岡努
演 - 国広富之
警視庁警務部長。羽生の上司。

### その他
おでん屋のおやじ
演 - 針原滋（第2作 - ）
ガルーシア
演 - ジョナタス（第2作 - ）
スペイン人バーテンダー。

### ゲスト
第1作「殺意の銃弾!! 交番巡査発砲事件に疑惑あり!?」（2014年）
- 渡辺昇一（車上荒らし） - 吉川拳生
- 三上哲夫（2年前まで世田谷中央警察署 地域課 勤務） - 湯江健幸
- 今井純（世田谷中央警察署 署長） - 東根作寿英
- 丸田信一（世田谷中央警察署 地域課 警部補） - 野添義弘
- 塩谷（刑事） - 坂西良太
- 刑事 - 石井英明
- 警視庁捜査一課 刑事 - 青山航士
- 鑑識課員 - 松本勝
- 武藤みどり（武藤の妻） - 柊瑠美
- 武藤香奈（武藤とみどりの娘） - 工藤美岬
- 田所信司（本屋のバイト店員） - 水野直
- 美咲 - 鈴木理佐
- 武藤正彦（世田谷中央警察署 地域課 巡査部長） - 蟹江一平
- 原田祐介（デザイナー） - 河相我聞
- 原田敦子（原田の妻） - 西原亜希
- 野崎三郎（世田谷中央警察署 副署長） - 石丸謙二郎
- 北森幸一（敦子の父・北森理容室 店主・元漁師） - 篠田三郎
- 北森信代（敦子の母・北森の妻） - 高橋ひとみ

第2作「刑事殺しに疑惑あり!! 匿名告発状が招く連続殺人を追え!!」（2014年）
- 岩本大輔（元旋盤工場勤務） - 斉藤慶太
- 井上真由美（井上の元妻） - 大路恵美
- 遠山新（違法薬物密売グループ幹部） - 川本淳市
- 古市果穂（古市の娘） - 三輪ひとみ
- 時田恵子（時田の妻） - 田村友里
- 三村正也（弁護士） - 朝倉伸二
- 大久保（大田中央警察署 副署長） - 河西健司
- 浅野（大田中央警察署 刑事課長） - 天宮良
- 谷口（大田中央警察署 署長） - 木下政治
- 大田中央警察署 署員 - 友寄
- 刑事 - 石井テルユキ
- 警視庁捜査一課 刑事 - 上西雄大
- 鑑識係 - 田中瑛祐
- 外車中古車店店員 - 斉藤清六
- 古市克己（旋盤工場社長） - 綿引勝彦
- 井上光也（3年前の殺人事件の被害者） - 尾関伸嗣
- 加賀孝造（孝一郎と慎二郎の父・医療機器メーカーの先代） - 杉浦光郎
- 加賀慎二郎（孝一郎の腹違いの弟・3年前死亡） - 金井俊太郎
- 福田（孝一郎の秘書） - 服部名々子
- 加賀孝一郎（医療機器メーカー社長） - 窪塚俊介（少年期：鳥居颯）
- 時田実（大田中央警察署 刑事課強行犯係） - 永島敏行
- 前園由希子（大田中央警察署 刑事） - 山本未來

第3作「留置場で疑惑の制圧死!? 逆転無罪を勝ち取った女弁護士の秘密!?」（2015年）
- 北村浩二（警視庁成城北警察署 看守・巡査） - 伊嵜充則
- 光岡孝之（ミツオカプロダクション 社長） - 大鶴義丹
- 香山守（ミツオカプロダクションのマネージャー） - 永山たかし
- 今井（警視庁成城北警察署 警務課長） - 小野了
- 森末春菜（ミツオカプロダクション 元所属タレント・3年前溺死） - 小池里奈
- 篠田美貴（痴漢被害者） - 川村亜紀
- 畠山（警視庁成城北警察署 副署長） - 佐戸井けん太
- 宮本（警視庁成城北警察署 署長） - ミスターちん
- 金原昭一（寸借詐欺3犯） - 坂田雅彦
- 佐久間吾郎（警視庁成城北警察署 看守・巡査部長） - 関貴昭
- 立花（刑事） - 石井英明
- 横山文雄（コマイヌ運送 元配送員・去年癌で死亡） - 田上晃吉
- 井田里美（春菜の友人） - 桜木梨奈
- 富島（アパート管理人） - 小林功
- 麻美（塔子の秘書） - 管野里咲
- 望月（コマイヌ運送 従業員・横山の元上司） - 池谷尚史
- 大下和美（大下の妻・東亜総合病院 入院患者） - 藤真利子
- 川中（千葉県銚子中央警察署 刑事） - 長島竜也
- 井田七海（里美の娘） - 林那々花
- 車にひかれそうになった子供 - 工藤美岬
- 片桐（警視庁成城北警察署 刑事） - 柚原旬
- 大下光一（大下と和美の息子・元交番巡査・車にひかれそうになった子供をかばい死亡） - 近山祥吾
- 森末作治（春菜の祖父・漁師） - 樋浦勉
- 三池塔子（三池法律事務所の弁護士） - 櫻井淳子
- 大下光男（警視庁成城北警察署 看守係長・警部補） - 田山涼成

第4作「謎の警察官殺し！指名手配の女を逃がした疑惑の刑事」（2016年）
- 小松和則（小松不動産 社長） - 正名僕蔵（高校生：大元喜翔）
- 板橋正也（警視庁台場警察署 生活安全課 巡査長） - 林泰文
- 伊藤良樹（菜穂子の夫・伊藤ひもの店 元店主・半年前転落死） - 金児憲史
- 塩崎貴一（塩崎法律事務所の弁護士） - 四方堂亘（高校生：亜蓮）
- 丸山敏弘（警視庁台場警察署 副署長） - 有薗芳記
- 磯貝哲也（警視庁台場警察署 警務課長） - 阿南健治
- 三島郁夫（警視庁台場警察署 刑事課 巡査部長） - 五刀剛
- 夏目治郎（警視庁台場警察署 刑事課 刑事） - 原田大輔
- 藤堂一平（「スナック・さくら」経営者） - 岡田亮輔
- 小松博子（小松の妻） - 福島マリコ
- 落合（「池袋ウエストホテル」フロント） - 豊田茂
- 谷口美香（塩崎法律事務所の事務員） - 管野里咲
- 相良秀介（菜穂子の兄・30年前 暴走車にひかれ死亡〈当時高校1年生〉） - 渋谷龍生
- 栗原美紀（栗原の妹・30年前 暴走車にひかれ死亡〈当時小学3年生〉） - 山田美紅羽
- 小松綾香（小松の娘） - 武田梨花
- 伊藤菜穂子（「スナック・さくら」ホステス・源氏名「亜里沙」・夫殺しの指名手配犯） - 雛形あきこ（30年前：本間菜穂）
- 佐久間聡美（警視庁台場警察署 証拠保管室） - 谷本麻衣
- 警視庁職員 - 井上あかね
- 雑誌の表紙の女性 - あかね澪
- 五十嵐卓（警視庁台場警察署 署長） - 萬雅之
- 今治秀夫（神奈川県警 刑事） - ベンガル
- 港洋介（ヤミ金「港ファイナンス」社長） - 葛山信吾（少年期：黒澤宏貴）
- 栗原斗司夫（警視庁台場警察署 刑事課 係長・警部補） - 尾美としのり（少年期：中野魁星）

第5作「現職警察官拳銃自殺に疑惑あり!?」（2017年）
- 磯野浩一（警視庁墨田西警察署 地域課 巡査部長） - 中林大樹（幼少期：鳥居颯）
- 本岡勇樹（警視庁墨田西警察署 鑑識係・浩一の警察学校の同期） - 橋爪遼
- 脇田淳司（脇田給食調理 社長） - 大高洋夫
- 磯野冬美（浩一の母・浩一を連れて磯野と再婚） - 萩尾みどり
- 加藤（警視庁墨田西警察署 副署長） - 梨本謙次郎
- 小宮（警視庁墨田西警察署 地域課 課長） - 掛田誠
- 上田久代（添田総合病院 ホスピス病棟 入院患者） - 和田幾子
- 杉山（警視庁墨田西警察署 鑑識係） - 新井康弘
- 神山綾香（「劇団シリウス」所属女優・ファーストフードのアルバイト） - 仲村瑠璃亜
- 三崎正人（不動産会社「髙商」元社員・10年前死亡） - 山田アキラ
- 秋元（釣り人） - ぶっちゃあ
- 細川文雄（警視庁墨田西警察署 署長） - 青山勝
- 大谷（不動産会社「髙商」社員・三崎の元上司） - 西沢仁太
- 笹井（警視庁台東南警察署 地域課 課長） - 岸博之
- 清水（綾香のバイト先の店長） - 小森敬仁
- 久松（「劇団シリウス」事務員） - 管野里咲
- 添田一郎（聖也の父・添田総合病院 元院長） - 山本學
- 皆川（酒屋の店主） - 道脇広行
- 武田（警視庁墨田西警察署 地域課 巡査・浩一に外国製の整髪料を貸した後輩） - 玉置祐也
- 横川照子（結衣の母・10年前死亡） - 兼平由佳理
- 山本（添田一郎を慕う世話人） - 不破万作
- 添田聖也（添田総合病院 2代目院長） - 山下徹大
- 横川結衣（添田総合病院 ホスピス病棟 看護師長・元クラブホステス） - 宮本真希（幼少期：森山のえる）
- 磯野光男（浩一の義父・警視庁台東南警察署 地域課 警部補・10年前は警視庁捜査一課） - 升毅

## スタッフ
- 脚本 - 安井国穂
- 監督 - 吉田啓一郎
- 選曲 - 合田麻衣子（第1作・第2作）
- 警察監修 - 倉科孝靖
- 技術協力 - WING-T
- 装飾 - 京映アーツ
- ポスプロ - バウムレーベン（第1作・第2作）、ビデオフォーカス（第3作）
- プロデューサー - 佐藤凉一（テレビ朝日）、内堀雄三（ユニオン映画）、岩崎文（ユニオン映画）
- 制作 - テレビ朝日、ユニオン映画

## 放送日程
| 話数 | 放送日         | サブタイトル                                                | 脚本     | 監督       |
| ---- | -------------- | ----------------------------------------------------------- | -------- | ---------- |
| 1    | 2014年05月10日 | 殺意の銃弾!! 交番巡査発砲事件に疑惑あり!?                   | 安井国穂 | 吉田啓一郎 |
| 2    | 11月01日       | 刑事殺しに疑惑あり!! 匿名告発状が招く連続殺人を追え!!       | 安井国穂 | 吉田啓一郎 |
| 3    | 2015年07月04日 | 留置場で疑惑の制圧死!? 逆転無罪を勝ち取った女弁護士の秘密!? | 安井国穂 | 吉田啓一郎 |
| 4    | 2016年03月05日 | 謎の警察官殺し！指名手配の女を逃がした疑惑の刑事            | 安井国穂 | 吉田啓一郎 |
| 5    | 2017年04月01日 | 現職警察官拳銃自殺に疑惑あり!?                              | 安井国穂 | 吉田啓一郎 |